# Facultad de Química de la Universidad Autónoma de Yucatán
La Facultad de Química de la Universidad Autónoma de Yucatán es una de las 15 facultades de la Universidad Autónoma de Yucatán. Se encuentra ubicada en el Campus de Ciencias de la Salud.

## Oferta académica

### Licenciaturas
- Química Aplicada.[2]
- Químico Farmacéutico Biólogo.[3]